# Kateryna Żydaczewśka
Kateryna Andrijiwna Żydaczewśka (ur. 26 maja 1993) – ukraińska zapaśniczka startująca w stylu wolnym, od 2016 roku reprezentująca barwy Rumunii. Zajęła piąte miejsce na mistrzostwach świata w 2018. Brązowa medalistka mistrzostw Europy w 2021. Wicemistrzyni igrzysk frankofońskich w 2023. Druga na mistrzostwach świata wojskowych w 2023 i trzecia w 2024. Siódma w Pucharze Świata w 2018 roku.